# Stazione di Avola
La stazione di Avola è una stazione ferroviaria posta sulla linea Caltanissetta Xirbi-Gela-Siracusa. Serve il centro abitato di Avola.

## Storia
La stazione di Avola entrò in servizio il 5 aprile 1886, all'attivazione del tronco ferroviario da Siracusa a Noto.